# Skotské právo
Skotské právo (skotsky a anglicky Scots law) je právo platné ve Skotsku, jedné ze čtyř zemí Spojeného království. Vychází z římského práva. Z hlediska mezinárodního práva soukromého jde o jeden ze tří právních řádů, platných na území Spojeného království.